# Jane Fonda
Pour les articles homonymes, voir Fonda.
Jane Fonda (/d͡ʒeɪn ˈfɑndə/) est une actrice et productrice américaine, née à New York le 21 décembre 1937. Elle est une militante politique, pacifiste et féministe.
Elle est la fille de l'acteur Henry Fonda, la sœur de l'acteur et réalisateur Peter Fonda et la tante de l'actrice Bridget Fonda.
Elle fait ses débuts à Broadway en 1960 dans la pièce There Was a Little Girl, pour laquelle elle reçoit la première de ses deux nominations aux Tony Awards, avant de débuter la même année au cinéma avec la comédie La Tête à l'envers. Elle obtient une renommée au cinéma dans les années 1960 avec L'École des jeunes mariés (1962), Un dimanche à New York (1963), Cat Ballou (1965), Pieds nus dans le parc (1967) et Barbarella (1968), ce dernier film étant réalisé par Roger Vadim, son mari de l'époque.
Son travail d'actrice est souvent remarqué, comme en témoignent les prix prestigieux qu'elle a reçus. Elle est par deux fois récompensée de l'Oscar de la meilleure actrice, sur un total de sept nominations ; ainsi que deux fois lauréate d'un BAFTA. Parallèlement, elle obtient huit Golden Globes, dont le Cecil B. DeMille Award en 2021. À la télévision, sa prestation dans le téléfilm Les Poupées de l'espoir lui permet d'obtenir un Emmy Award en 1984.
Le 24 avril 1982, elle sort sa première vidéo d'exercices physiques, Jane Fonda's Workout, devenue la vidéo la plus vendue de l'époque. Ce sera la première des 22 vidéos d'entraînement publiées par elle au cours des 13 années suivantes, qui se vendront au total à plus de 17 millions d'exemplaires. Divorcée de son deuxième mari Tom Hayden, elle épouse le magnat des médias Ted Turner en 1991 et se retire du métier d'actrice. Divorcée de Turner en 2001, Jane Fonda fait son retour en tant qu'actrice avec son premier film en quinze ans, la comédie Sa mère ou moi ! (2005). Ses films suivants sont Mère-fille, mode d'emploi (2007), Le Majordome (2013), C'est ici que l'on se quitte (2014) et Youth (2015).
En 2009 elle retourne à Broadway après une absence de 45 ans, dans la pièce 33 Variations, qui lui vaut une nomination aux Tony Awards, alors que son rôle récurrent dans la série dramatique d'HBO The Newsroom (2012-2014) lui vaut deux nominations aux Emmy Awards. Elle diffuse également cinq autres vidéos d'exercices entre 2010 et 2012. Entre 2015 et 2021 elle joue dans la série originale de Netflix Grace et Frankie.
Jane Fonda est aussi activiste politique : pacifiste à l'ère de la contre-culture pendant la guerre du Viêt Nam dans les années 1970, elle est photographiée assise sur un canon anti-aérien lors d'une visite à Hanoï en 1972, puis manifeste contre la guerre d'Irak dans les années 2000. Elle défend les droits des femmes et la lutte contre le changement climatique.

## Biographie

### Origines, enfance et famille
Née à New York, Jayne Seymour Fonda,,, est la fille de l'acteur Henry Fonda et de la personnalité mondaine canadienne Frances Ford Seymour, sa seconde épouse. Selon son père, leur nom de famille provient d'un ancêtre italien ayant immigré au XVIe siècle aux Pays-Bas, où il se serait marié ; la famille a commencé à utiliser des prénoms néerlandais avec le premier ancêtre de Fonda[pas clair] arrivé à New York vers 1650,,,. Jane Fonda a également des ascendants anglais, écossais et français. Son prénom est inspiré par la troisième épouse du roi Henri VIII, Jeanne Seymour, à laquelle elle est lointainement apparentée du côté de sa mère. Elle a un frère, Peter, également acteur, et une demi-sœur maternelle, Frances de Villers Brokaw (surnommée « Pan »), dont la fille, Pilar Corrias, est propriétaire de la galerie d'art Pilar Corrias (en) à Londres.
Après un placement volontaire en observation dans un asile psychiatrique, sa mère Frances Ford Seymour se suicide en se tranchant la gorge avec une lame de rasoir en avril 1950, alors que la jeune Jane a 12 ans,. En 2005, dans ses mémoires, l’actrice écrit que pour sa recherche documentaire elle fut autorisée à accéder au dossier psychiatrique de sa mère et découvrit que cette dernière avait été violentée dans son enfance, un traumatisme qui a sans nul doute contribué à son instabilité émotionnelle et mentale ultérieures. Plus tard, en 1950, son père Henry épouse la mondaine Susan Blanchard (socialiste) (en), qui a neuf ans de plus que sa fille. Le mariage se termine par un divorce en 1956. À 15 ans elle reçoit un enseignement en danse classique à Fire Island Pines, à New York. Elle est scolarisée à la Greenwich Academy (en) à Greenwich, dans le Connecticut. Elle fréquente également la Emma Willard School à Troy, dans l'État de New York, et le Vassar College à Poughkeepsie.
Ses rapports avec son père, froid et distant avec elle, ne sont pas bons. Elle devient mannequin pour financer ses cours de théâtre, apparaissant deux fois sur la couverture du magazine Vogue. Mais elle refuse d'être transformée selon les canons de beauté en cours à Hollywood à cette époque.

### Carrière

#### Débuts remarqués et révélation

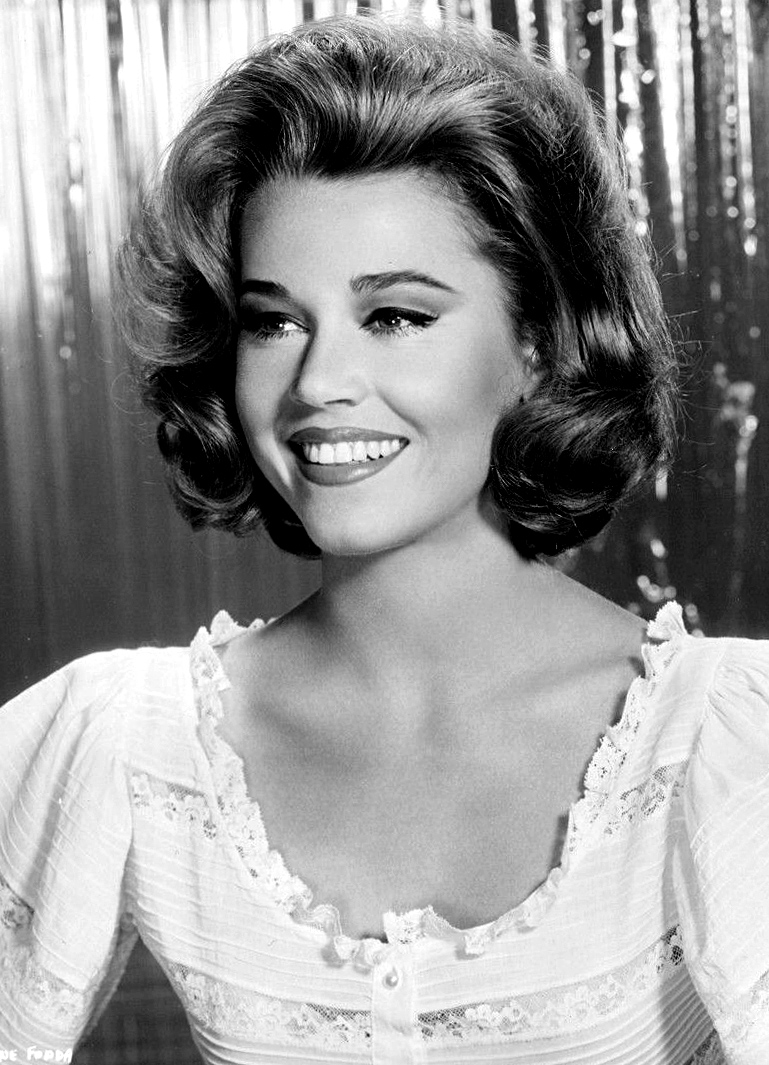
Jane Fonda en 1963.

Jane Fonda est intéressée par le métier de comédienne dès 1954, alors qu'elle apparaît avec son père dans une représentation caritative de The Country Girl à l'Omaha Community Playhouse (en). Après avoir quitté Vassar, elle part à Paris pendant deux ans pour y étudier l'art. C'est à cette époque qu'elle commence à violenter son corps, son père la trouvant trop grosse. Pendant 25 ans, elle prendra des laxatifs, amphétamines et pilules coupe-faim, ses périodes d'anorexie alternant avec des crises de boulimie, avant de se tourner vers l'aérobic en 1978. À son retour aux États-Unis en 1958, elle rencontre Lee Strasberg, qui change le cours de sa vie. Elle dira plus tard que lorsqu'elle se rendit à l'Actor's Studio, Strasberg lui déclara qu'elle avait du talent, ce qui constitua pour elle « un tournant » dans sa vie : c'était la première fois, excepté son père, qu'on lui disait qu'elle était « bonne ».
Son travail sur scène dans les années 1950 jette les bases de sa carrière cinématographique dans les années 1960. Elle tourne en moyenne près de deux films par an tout au long de la décennie, à partir de son premier long-métrage sorti en 1960, la comédie La Tête à l'envers de Joshua Logan, dans lequel elle reprend le rôle qu'elle avait incarné au théâtre, celui d'une pom-pom girl poursuivant une star du basket incarnée par Anthony Perkins. La performance de la jeune actrice de vingt-deux ans lui vaut des critiques mitigées, mais lui permet d'obtenir le Golden Globe de la révélation féminine de l'année. Elle décrira sa première expérience avec un studio hollywoodien et les critiques sans fin sur son apparence comme « un cauchemar kafkaïen », ne réussissant pas à redécouvrir l'excitation qu'elle éprouvait dans les classes de Strasberg et ne sachant pas comment utiliser ce qu'elle avait appris là-bas pour rendre son personnage de cheerleader plus que monodimensionnel.
Elle enchaîne avec La Rue chaude, drame adapté du roman de Nelson Algren se déroulant durant la Grande Dépression, où elle montre l'étendue de sa gamme de jeu, en incarnant une prostituée de La Nouvelle-Orléans, partageant l'affiche avec Laurence Harvey et Barbara Stanwyck. Le film est notoire pour être le premier film hollywoodien à parler du lesbianisme. Jane Fonda tient le rôle principal féminin de la comédie dramatique L'École des jeunes mariés, adapté d'une pièce de Tennessee Williams, incarnant une jeune femme qui se précipite dans un mariage incertain avec un vétéran de la guerre de Corée. La prestation de la jeune actrice lui vaut une nomination au Golden Globe de la meilleure actrice dans un film musical ou une comédie et le long-métrage remporte un succès commercial. En 1963, elle tourne Un dimanche à New York, qui lui vaut d'être qualifiée de « la plus belle et la plus douée de toutes nos nouvelles actrices » par Newsday, mais a également des détracteurs, pour sa prestation de jeune femme frigide dans Les Liaisons coupables, adaptation d'un roman d'Irving Wallace sorti fin 1962 : elle est qualifiée de « pire actrice de l'année » par le Harvard Lampoon. Toujours en 1963, elle vient en France pour tourner le thriller Les Félins de René Clément avec Alain Delon. En 2017, elle décrit sur CNN son entretien avec Clément, où il tente de lui extorquer des faveurs sexuelles, qu'elle lui refuse. Sorti en plein été 1964, le film obtient un certain succès commercial.

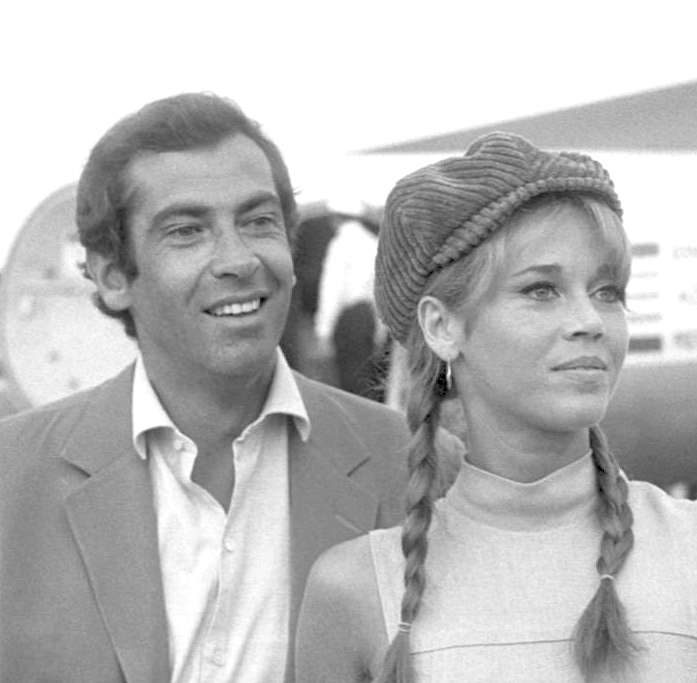
Aux côtés de son époux Roger Vadim en 1967, à Venise.

Sa carrière fait une percée avec la parodie de western Cat Ballou, dans laquelle elle incarne une institutrice devenant hors-la-loi. Le film obtient cinq nominations aux Oscars et fait partie des dix plus grands succès au box-office de l'année 1965. Il est également considéré comme le film ayant amené Jane Fonda à devenir une actrice bankable. À cette époque, elle rencontre Roger Vadim, son premier mari, qu'elle épouse en 1965, et qui fait d'elle un sex-symbol en lui confiant le rôle-titre du film d'heroic fantasy Barbarella, en 1968. La même année elle joue dans le film à sketches Histoires extraordinaires tiré des écrits de l'auteur américain Edgar Allan Poe, Jane apparait dans le premier sketch Metzengerstein avec son frère Peter.

#### Consécration de star internationale

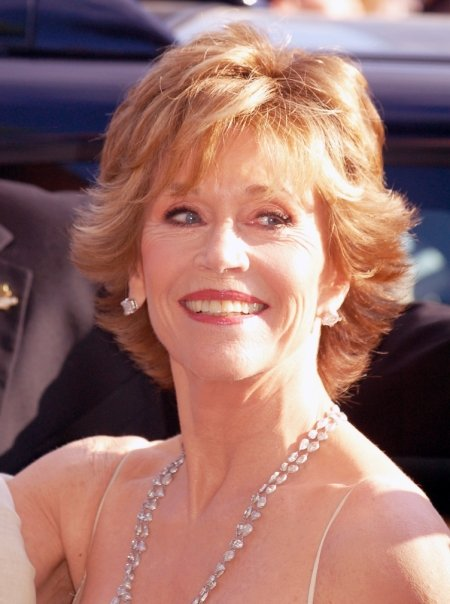
Jane Fonda au festival de Cannes 2007.

L'année suivante elle devient une star internationale grâce à l'adaptation du roman On achève bien les chevaux (en) d'Horace McCoy par Sydney Pollack : On achève bien les chevaux.
En 1972 elle tourne avec Yves Montand sous la direction de Jean-Luc Godard et de Jean-Pierre Gorin dans Tout va bien. Plus tard les deux réalisateurs, en hommage à l'actrice, réaliseront un autre film : Lettre à Jane, où ils commentent une heure durant la photographie de Jane Fonda faisant à ce moment-là les gros titres de l'actualité, prise lors de son voyage au Vietnam en pleine guerre. En 1975, pendant la détente Est-Ouest, elle s'engage dans une coproduction américano-soviétique, L'Oiseau bleu.
En 1978, elle découvre l'aérobic et publie, au début des années 1980, Jane Fonda's Workout, première d'une série de 23 vidéos d’exercices sportifs. Les ventes atteignent au total 17 millions d'exemplaires, un succès planétaire surfant sur la tendance du culte du corps dans les années 1980. L'argent récolté sert à financer la carrière politique de son époux Tom Hayden. Mais son mariage sombre en 1989, ce dernier vivant mal la futilité de l'entreprise de sa femme, alors qu'elle considère que celle-ci était utile pour financer ses combats politiques et rembourser ses prêts.
Privilégiant un cinéma d'auteur engagé qu'elle finit même par produire (comme Retour), Jane Fonda réussit à se faire un prénom à Hollywood sans que plane sur elle l'ombre de son père. Elle obtient deux Oscars : l'un couronnant son rôle de prostituée dans le film policier Klute d'Alan J. Pakula en 1972, l'autre distinguant sa prestation en épouse de vétéran du Vietnam dans Retour de Hal Ashby en 1979. Elle donne la réplique à son père Henry dans son dernier film : La Maison du lac, qu'elle finance, d'ailleurs.
Elle met un terme à sa carrière d'actrice au début des années 1990, mais apparaît de temps en temps dans des feuilletons télévisés.
C'est en 2005 qu'elle réalise son grand retour pour le cinéma avec une comédie qui l'oppose à Jennifer Lopez : Sa mère ou moi ! (Monster-in-Law). En 2010, elle reçoit des mains de Bertrand Delanoë la médaille de la Ville de Paris.
À partir de 2015, elle est à l'affiche de la série Netflix, Grace et Frankie aux côtés de Lily Tomlin. Un retour télévisuel triomphal pour l'actrice qui renoue avec les hauteurs de la critique et est, de nouveau, citée lors de cérémonies de remises de prix prestigieuses (Emmy Awards, Screen Actors Guild Awards...). La série s'interrompt au bout de sept saisons, en 2022.
En 2019, elle est honorée par le syndicat des producteurs américains lors de la cérémonie des Producers Guild of America Awards.

### Engagements politiques

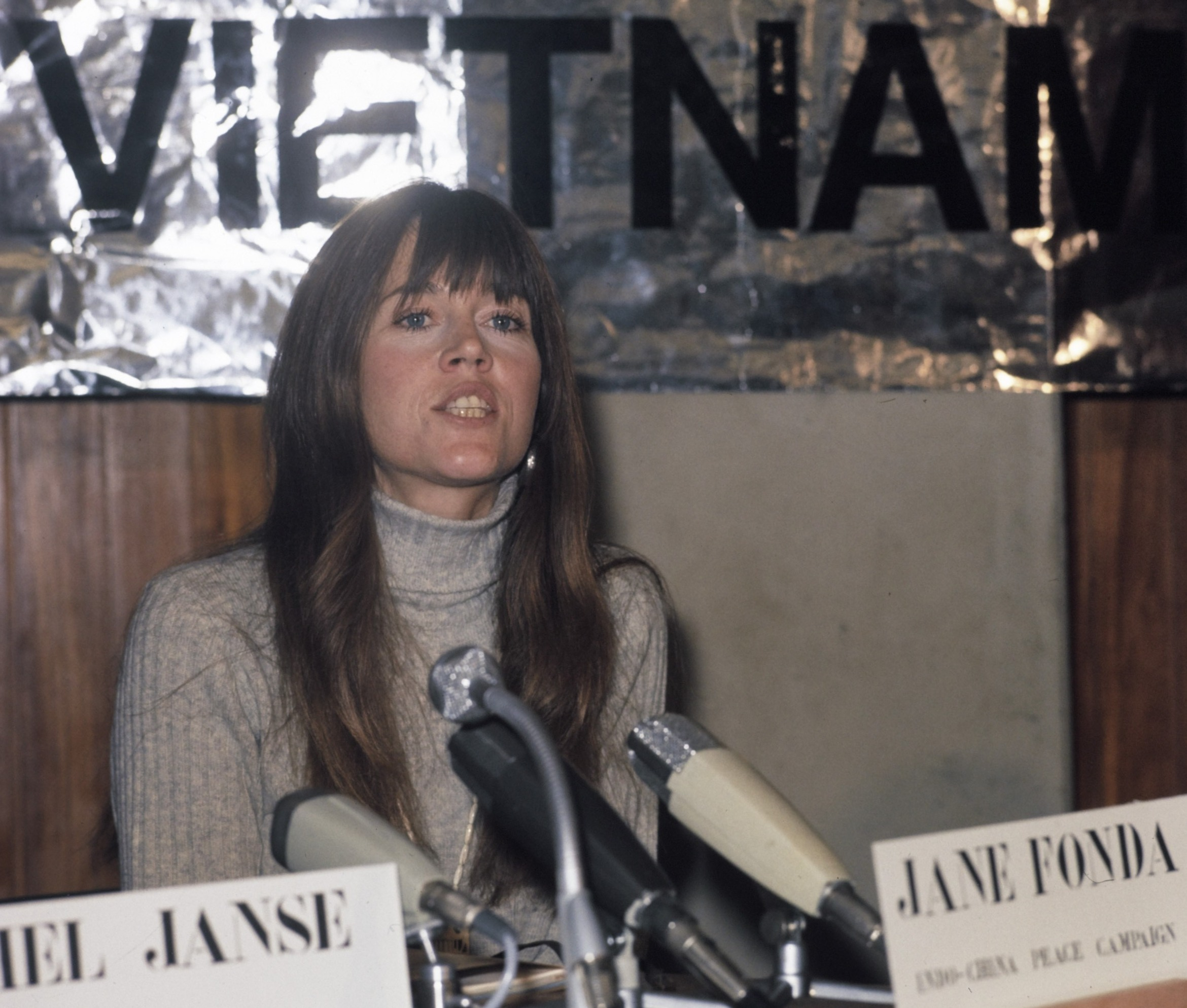
Jane Fonda en 1975.

En 1972, à Hanoï, elle est photographiée assise sur le siège d'un canon anti-aérien nord-vietnamien, coiffée d'un casque militaire. L'action de Jane Fonda au Vietnam fut violemment dénoncée par la classe politique américaine qui voyait en elle le symbole de l'antipatriotisme. Vingt ans après Jane Fonda exprime ses regrets quant à sa pose sur la photo, avant de se raviser : « Notre gouvernement nous mentait et des hommes mouraient à cause de cela, et je sentais que je devais faire tout ce que je pouvais pour dénoncer les mensonges et aider à mettre fin à la guerre ». Cet engagement continue de lui valoir l’animosité d'une partie des Américains : en 2006, dans le Colorado, un ancien militaire lui crache dessus et la menace de mort.
Très engagée politiquement, elle est une des figures les plus en vue de l'Amérique politisée et contestataire des années 1960. Elle soutient activement le mouvement afro-américain des droits civiques et défend le leader des Black Panthers : Huey P. Newton. Elle a également alerté l'opinion publique sur la situation désastreuse des Amérindiens aux États-Unis, et longtemps lutté pour les droits des femmes, s'affirmant féministe. Durant la guerre du Viêt Nam, ses prises de position contre le gouvernement américain de l'époque ainsi que son voyage au Vietnam en 1972, où elle alla rendre visite à des prisonniers de guerre et des villageois isolés, soutenant la thèse selon laquelle Richard Nixon aurait donné l'ordre de bombarder le système de digues des rivières du Nord communiste, alimentent longtemps la polémique. La chanson Femme témoin de Catherine Ribeiro est un hommage à l'action de l'actrice contre la Guerre du Viêt Nam paru sur Passions (album) en 1979.
À l'occasion d'un séjour en France, en 1972, elle défile pour protester contre la mort de Pierre Overney, aux côtés de Jean-Paul Sartre et de Simone Signoret.
Dans les années 2000, elle critique souvent l'administration Bush, notamment à propos de l'intervention militaire en Irak et de la mauvaise gestion des dégâts causés par le cyclone Katrina à La Nouvelle-Orléans.
En 2005, avec Robin Morgan et Gloria Steinem, elle cofonde le Women's Media Center, une organisation qui travaille à amplifier les voix des femmes dans les médias grâce au plaidoyer, aux médias et au leadership, et à la création de contenu original. Fonda fait partie du conseil d'administration de l'organisation.
Elle milite pour la paix et la résolution du conflit israélo-palestinien.
Elle défend également la protection de l'environnement ; elle se montre pour cette raison très critique du président américain Donald Trump et du premier ministre canadien Justin Trudeau. En 2019, elle est menottée et brièvement interpellée devant le Congrès américain alors qu'elle dénonçait le déni du changement climatique et l'appelait à protéger le climat. Comme Greta Thunberg, elle manifeste chaque vendredi pour le climat.
Elle soutient le candidat socialiste Bernie Sanders à la primaire démocrate de 2020 ainsi que Sandrine Rousseau à la primaire présidentielle française de l'écologie de 2021.

### Surveillance et arrestation
Figure de la contre-culture des années 1960, insoumise, elle est surveillée, pour son militantisme contre la guerre du Viêt-Nam, de 1967 à 1973, par la NSA dans le cadre du projet Minaret.
Le 3 novembre 1970, juste après le tournage de Klute, elle est arrêtée à l'aéroport de Cleveland pour trafic de drogues. Après analyse de la police, on constate qu'il s'agit de pilules vitaminées et de divers médicaments (Dexedrine, Compazine Valium). Une célèbre photographie d'identité judiciaire est prise la montrant le poing levé (comme les noirs des Black Panthers) à la prison du Comté de Cuyahoga où elle passe une nuit. Elle découvrira plus tard que cette arrestation a été précipitée par le FBI qui la soupçonne d'activités subversives, la surveille et a constitué sur elle un dossier de 20 000 pages sous le nom de code Gamma Series.

### Vie privée

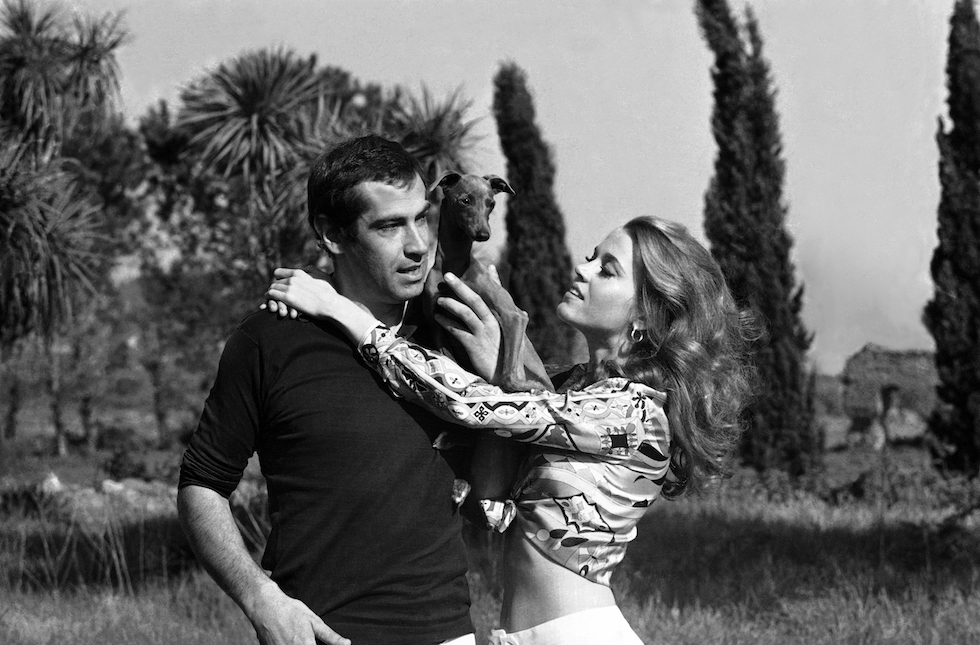
Roger Vadim et Jane Fonda en 1967.

Mariée à Roger Vadim le 18 mai 1967 dans le village de Saint-Ouen-Marchefroy en Eure-et-Loir, Jane Fonda vit les événements de mai 1968 en France et met au monde leur fille Vanessa peu de temps après. Roger Vadim ne fait cependant pas mystère de son infidélité, considérant la jalousie comme un sentiment « bourgeois ». Ils divorcent en 1972.
En 1973, elle épouse l'activiste politique Tom Hayden dont elle partage les engagements. Il deviendra sénateur démocrate de Californie en 1992. Ensemble ils ont un fils, l'acteur Troy Garity qui porte le nom de sa grand-mère paternelle. En 1981, ils adoptent une adolescente de 14 ans, Mary Luana Williams, fille biologique de deux membres des Black Panthers : enfant, son père a été emprisonné alors qu'il tentait d'intervenir lors d'une arrestation par la police. Hayden et Fonda divorcent en 1990.
En 1991, après deux ans de relation, Jane Fonda épouse en troisièmes noces le magnat de la presse américain Ted Turner. Elle le quitte un mois après car elle a découvert qu'il avait une maîtresse ; elle revient finalement auprès de lui mais divorce en 2001.
Entre 2009 et janvier 2017, elle a pour compagnon le producteur Richard Perry.
Elle a vécu huit ans en France et parle couramment français,.
En septembre 2022, elle déclare souffrir d'une leucémie qui touche le système lymphatique, cancer contre lequel elle reçoit un traitement par chimiothérapie. Trois mois plus tard, elle annonce que son cancer est en rémission et qu'elle peut cesser la chimiothérapie.

## Filmographie

### Cinéma

#### Années 1960
- 1960 : La Tête à l'envers (Tall Story) de Joshua Logan : June Ryder
- 1962 : La Rue chaude (Walk on the Wild Side) d'Edward Dmytryk : Kitty Twist
- 1962 : Les Liaisons coupables (The Chapman Report) de George Cukor : Kathleen Barclay
- 1962 : L'École des jeunes mariés (Period of Adjustment) de George Roy Hill : Isabel Haverstick
- 1963 : Dans la douceur du jour (In the Cool of the Day) de Robert Stevens : Christine Bonner
- 1963 : Un dimanche à New York (Sunday in New York) de Peter Tewksbury : Eileen
- 1964 : Les Félins de René Clément : Melinda
- 1964 : La Ronde de Roger Vadim : Sophie
- 1965 : Cat Ballou d'Elliot Silverstein : Catherine "Cat" Ballou
- 1966 : La Poursuite impitoyable (The Chase) d'Arthur Penn : Anna Reeves
- 1966 : La Curée de Roger Vadim : Renée Saccard
- 1966 : Chaque mercredi (Any Wednesday) de Robert Ellis Miller : Ellen Gordon
- 1967 : Pieds nus dans le parc (Barefoot in the Park) de Gene Saks : Corie Bratter
- 1967 : Que vienne la nuit (Hurry Sundown) d'Otto Preminger : Julie Ann Warner
- 1968 : Histoires extraordinaires, sketch Metzengerstein de Roger Vadim : la comtesse Frederica
- 1968 : Barbarella de Roger Vadim : Barbarella
- 1969 : On achève bien les chevaux (They Shoot Horses, Don't They?) de Sydney Pollack : Gloria Beatty

#### Années 1970
- 1971 : Klute d'Alan J. Pakula : Bree Daniels
- 1972 : Tout va bien de Jean-Luc Godard et Jean-Pierre Gorin : Suzanne
- 1972 : FTA de Francine Parker (en) (documentaire) : elle-même
- 1973 : Steelyard Blues d'Alan Myerson : Jesse Veldini
- 1973 : Maison de poupée (A Doll's House) de Joseph Losey : Nora Helmer
- 1976 : L'Oiseau bleu (The Blue Bird) de George Cukor : Nuit
- 1977 : Touche pas à mon gazon (Fun with Dick and Jane) de Ted Kotcheff : Jane Harper
- 1977 : Julia de Fred Zinnemann : Lillian Hellman
- 1978 : Retour (Coming Home) de Hal Ashby : Sally Hyde
- 1978 : Le Souffle de la tempête (Comes a Horseman) d'Alan J. Pakula : Ella Harper
- 1978 : California Hôtel (California Suite) d'Herbert Ross : Hannah Warren
- 1979 : Le Syndrome chinois (The China Syndrome) de James Bridges : Kimberly Wells
- 1979 : Le Cavalier électrique (The Electric Horseman) de Sydney Pollack : Hallie Martin

#### Années 1980
- 1980 : Comment se débarrasser de son patron (Nine to Five) de Colin Higgins : Judy Bernly
- 1981 : La Maison du lac (On Golden Pond) de Mark Rydell : Chelsea Thayer Wayne
- 1981 : Sois belle et tais-toi, documentaire de Delphine Seyrig : elle-même
- 1981 : Une femme d'affaires (Rollover) d'Alan J. Pakula : Lee Winters
- 1985 : Agnès de Dieu (Agnes of God) de Norman Jewison : Dr Martha Livingston
- 1986 : Le Lendemain du crime (The Morning After) de Sidney Lumet : Alex Sternbergen
- 1987 : Leonard Part 6 de Paul Weiland : Elle-même (non créditée)
- 1989 : Old Gringo de Luis Puenzo : Harriet Winslow

#### Années 1990-2000
- 1990 : Stanley et Iris (Stanley and Iris) de Martin Ritt : Iris King
- 1994 : A Century of Cinema, documentaire de Caroline Thomas
- 2002 : Searching for Debra Winger, documentaire de Rosanna Arquette : elle-même
- 2004 : Tell Them Who You Are, documentaire de Mark Wexler : elle-même
- 2005 : Sa mère ou moi ! (Monster-in-Law) de Robert Luketic : Viola Fields
- 2007 : Mère-fille, mode d'emploi (Georgia Rule) de Garry Marshall : Georgia Randall

#### Années 2010-2020
- 2011 : Peace, Love & Misunderstanding de Bruce Beresford : Grace
- 2012 : Et si on vivait tous ensemble ? de Stéphane Robelin : Jeanne
- 2013 : Le Majordome (The Butler) de Lee Daniels : Nancy Reagan
- 2014 : Blonde sur ordonnance (Better Living Through Chemistry) de Geoff Moore et David Posamentier : elle-même/la narratrice
- 2014 : C'est ici que l'on se quitte (This Is Where I Leave You) de Shawn Levy : Hilary Altman
- 2015 : Youth (La Giovinezza) de Paolo Sorrentino : Branda Morel
- 2015 : Père et Fille (Fathers and Daughters) de Gabriele Muccino : Teddy Stanton
- 2017 : Nos âmes la nuit (Our Souls at Night) de Ritesh Batra : Addie Moore
- 2018 : Le Book Club (Book Club) de Bill Holderman : Vivian
- 2022 : Moving On de Paul Weitz : Claire
- 2023 : Tom Brady à tout prix (80 for Brady) de Kyle Marvin : Trish
- 2023 : Book Club: The Next Chapter de Bill Holderman : Vivian
- 2023 : Ruby, l'ado Kraken de Kirk DeMicco : Grand-maman (voix)

### Télévision

#### Téléfilms
- 1961 : A String of Beads : Gloria Winters
- 1981 : Lily: Sold Out : Wanda
- 1984 : Les Poupées de l'espoir (The Dollmaker) de Daniel Petrie : Gertie Nevels
- 1990 : The Earth Day Special de Dwight Hemion, James Burrows, Gerry Cohen, Ted Haimes, Jim Henson, Terry Hughes, Terry Lennon, Jay Sandrich, Dick Schneider et Dave Wilson : Hellen
- 2016 : Elena and the Secret of Avalor (en) de Jamie Mitchell : Shuriki (voix)

#### Séries télévisées
- 1982 : Comment se débarrasser de son patron (9 to 5) : O'Neil (saison 2, épisode 2) -également productrice-
- 2012-2014 : The Newsroom d'Aaron Sorkin : Leona Lansing (10 épisodes)
- 2014 : Les Simpson (The Simpsons) : Maxine Lombard (voix, 1 épisode)
- 2015 - 2022 : Grace et Frankie : Grace Hanson (94 épisodes) -également productrice exécutive de 94 épisodes-
- 2016-2017 : Elena d'Avalor (Elena of Avalor) : Shuriki (voix, 3 épisodes)

## Théâtre
- 1960 : There Was a Little Girl de Daniel Taradash, Cort Theatre
- 1960 : Invitation to a March d'Arthur Laurents, Music Box Theatre
- 1962 : The Fun Couple de John Haase (en) et Neil Jansen, Lyceum Theatre (26 et 27 octobre 1962)
- 1963 : Strange Interlude d'Eugene O'Neill, Hudson Theatre, Martin Beck Theatre
- 2009 : 33 Variations de Moisés Kaufman, Eugene O'Neill Theatre, Broadway

## Distinctions

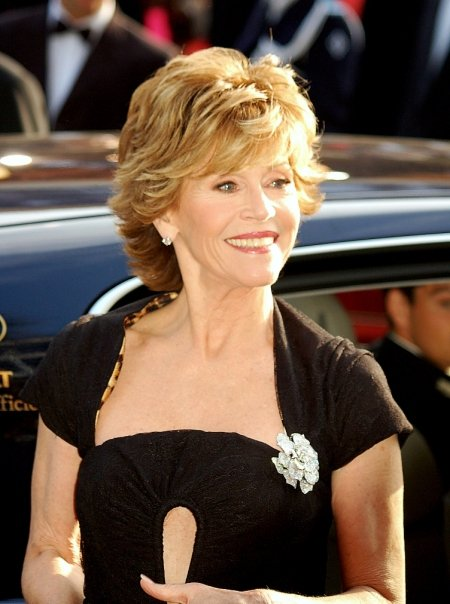
L'actrice honorée durant le Festival de Cannes 2007.

Note : Cette section récapitule les principales récompenses et nominations obtenues par Jane Fonda, pour une liste plus complète, se référer au site IMDb.

### Récompenses
- Laurel Awards 1960 : révélation féminine
- Hasty Pudding Theatricals 1961 : femme de l'année
- Golden Globes 1962 : révélation féminine pour La Tête à l'envers
- Laurel Awards 1966 : meilleure actrice dans un film comique pour Cat Ballou
- Golden Apple Awards 1970 : Sour Apple
- NAACP Image Awards 1971 : meilleure actrice pour Klute
- Golden Globes 1972 : meilleure actrice dans un film dramatique pour Klute
- Oscars 1972 : meilleure actrice pour Klute
- Golden Globes 1973 : Henrietta Award
- Golden Apple Awards 1977 : star féminine de l'année
- David di Donatello 1978 : meilleure actrice étrangère pour Julia
- Golden Globes 1978 : meilleure actrice dans un film dramatique pour Julia
- Los Angeles Film Critics Association Awards 1978 : meilleure actrice pour Retour, Le Souffle de la tempête et California Hôtel
- BAFTA Awards 1979 : meilleure actrice pour Julia
- Golden Globes 1979 :
  - Lauréate du Trophée Henrietta
  - Meilleure actrice dans un film dramatique pour Retour
- Jupiter Awards 1979 : meilleure actrice internationale
- Oscars 1979 : meilleure actrice pour Retour
- ShoWest Convention 1979 : star féminine de l'année
- American Movie Awards 1980 : actrice de film préférée
- BAFTA Awards 1980 : meilleure actrice pour Le Syndrome chinois
- 37e cérémonie des Golden Globes 1980 : Henrietta Award
- People's Choice Awards 1980 : actrice de film préférée
- People's Choice Awards 1981 : actrice de film préférée, prix partagé avec Goldie Hawn
- American Movie Awards 1982 : meilleure actrice dans un second rôle pour La maison du lac
- People's Choice Awards 1982 : actrice de film préférée, prix partagé avec Sally Field
- People's Choice Awards 1983 : actrice de film préférée, prix partagé avec Katharine Hepburn
- Primetime Emmy Awards 1984 : meilleure actrice dans une mini-série ou un téléfilm pour Les Poupées de l'espoir
- National Board of Review 2005 : Career Achievement Award
- Festival de Cannes 2007 : Palme d'honneur
- Critics' Choice Television Awards 2013 : meilleur invité dans une série télévisée dramatique pour The Newsroom
- American Film Institute Awards 2014 : Life Achievement Award
- Gracie Allen Awards 2014 : meilleure actrice invitée dans une série télévisée pour The Newsroom
- Festival du film de Hollywood 2015 : meilleure actrice dans un second rôle pour Youth
- Festival international du film de Santa Barbara 2016 : Kirk Douglas Award for Excellence in Film
- Goldene Kamera 2017 : Golden Camera for Lifetime Achievement
- Mostra de Venise 2017 : Lion d'or pour la carrière
- Festival Lumière 2018 : Prix Lumière
- Golden Globes 2021 : Cecil B. DeMille Award pour l'ensemble de sa carrière

### Nominations

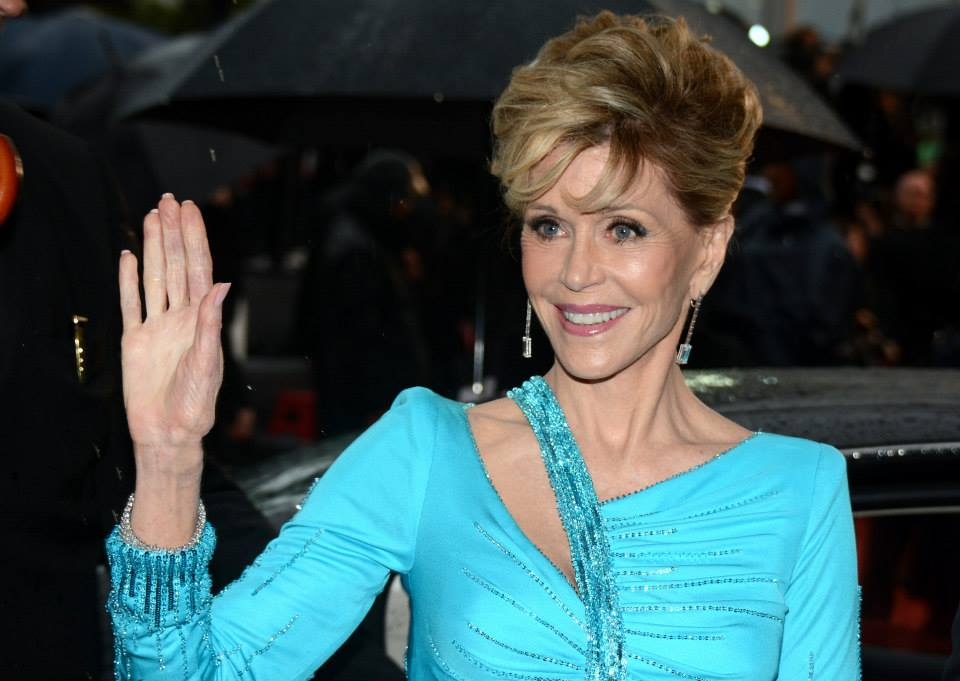
Photographiée lors du Festival de Cannes 2013.

- Golden Globes 1963 : meilleure actrice dans un film musical ou une comédie pour L'École des jeunes mariés
- Golden Globes 1966 : Meilleure actrice dans un film musical ou une comédie pour Cat Ballou
- Golden Globes 1967 : Meilleure actrice dans un film musical ou une comédie pour Any Wednesday
- BAFTA Awards 1968 : meilleure actrice étrangère pour On achève bien les chevaux
- Golden Globes 1970 : meilleure actrice dans un film dramatique pour On achève bien les chevaux
- Oscars 1970 : meilleure actrice pour On achève bien les chevaux
- BAFTA Awards 1971 : meilleure actrice pour Klute
- BAFTA Awards 1972 : meilleure actrice pour On achève bien les chevaux
- Oscars 1978 : meilleure actrice pour Julia
- People's Choice Awards 1978 : actrice de film préférée
- People's Choice Awards 1979 : actrice de film préférée
- Golden Globes 1980 : meilleure actrice dans un film dramatique pour Le Syndrome chinois
- Oscars 1980 : meilleure actrice pour Le Syndrome chinois
- Golden Globes 1982 : meilleure actrice dans un second rôle pour La Maison du lac
- Oscars 1982 : meilleure actrice dans un second rôle pour La Maison du lac
- BAFTA Awards 1983 : meilleure actrice dans un second rôle pour La Maison du lac
- Golden Globes 1985 : meilleure actrice dans une mini-série ou un téléfilm pour Les Poupées de l'espoir
- Oscars 1987 : meilleure actrice pour Le Lendemain du crime
- People's Choice Awards 1987 : actrice de film préférée
- People's Choice Awards 1988 : actrice de film préférée
- People's Choice Awards 1989 : actrice de film préférée
- Primetime Emmy Awards 1995 : meilleure série d'informations pour A Century of Women
- Teen Choice Awards 2005 :
  - Meilleure alchimie à l'écran, nomination partagée avec Jennifer Lopez pour Sa mère ou moi !
  - Meilleur pétage de plombs dans un film pour Sa mère ou moi!
  - Meilleure scène embarrassante pour Sa mère ou moi!
- Primetime Emmy Awards 2013 : meilleure actrice invitée dans une série télévisée dramatique pour The Newsroom
- Primetime Emmy Awards 2014 : meilleure actrice invitée dans une série télévisée dramatique pour The Newsroom
- Screen Actors Guild Awards 2014 : meilleure distribution pour Le Majordome
- Satellite Awards 2015 : meilleure actrice dans un second rôle pour Youth
- Golden Globes 2016 : meilleure actrice dans un second rôle pour Youth
- Primetime Emmy Awards 2017 : meilleure actrice dans une série télévisée comique pour Grace et Frankie
- People's Choice Awards 2017 : actrice de série télévisée préférée
- Screen Actors Guild Awards 2017 : meilleure actrice dans une série télévisée comique pour Grace et Frankie

### Décorations
- Commandeur de l'ordre des Arts et des Lettres, lors de la promotion du 18 mai 1994[56].

## Publications
- Jane Fonda, Ma vie (My Life So Far), traduit de l'anglais par Marie-Hélène Dumas, éditions Plon, Paris, 2005  (ISBN 2-259-20281-0)
- Jane Fonda, Prime time : Profitez pleinement de toute votre vie (Prime Time: Making the Most of All of Your Life), traduit de l'anglais par Stéphane Roques, éditions Plon, Paris, 2012  (ISBN 978-2-259-21603-6)
- Jane Fonda, Que faire ? Du désespoir à l'action, sauvons la planète ! (What Can I Do?: The Truth About Climate Change and How to Fix It.), traduit de l'anglais par Patricia Barbe-Girault, Albin Michel, 2021  (ISBN 978-2-226-45587-1)

## Voix francophones
En France, Évelyn Séléna est la voix la plus régulière de Jane Fonda. Perrette Pradier, Béatrice Delfe et Pauline Larrieu l'ont également doublée à quatre reprises chacune.
En France
- Évelyn Séléna (*1939 - 2025) dans :
  - Maison de poupée
  - Julia
  - Comment se débarrasser de son patron
  - Une femme d'affaires
  - La Maison du lac
  - Les Poupées de l'espoir (téléfilm)
  - Mère-fille, mode d'emploi
  - Le Majordome

- Perrette Pradier (*1938 - 2013) dans :
  - Que vienne la nuit
  - Klute
  - Touche pas à mon gazon
  - Le Cavalier électrique

- Béatrice Delfe[57] dans :
  - California Hôtel
  - Le Syndrome chinois
  - Blonde sur ordonnance
  - C'est ici que l'on se quitte

- Pauline Larrieu[57] dans :
  - The Newsroom (série télévisée)
  - Grace et Frankie (série télévisée)
  - Luck (voix)
  - Tom Brady à tout prix (en)

- Elle-même dans :
  - Barbarella
  - Cat Ballou
  - On achève bien les chevaux

- Michèle Bardollet[57] dans :
  - La Rue chaude
  - La Poursuite impitoyable
  - Nos âmes la nuit

- Frédérique Tirmont dans :
  - Stanley et Iris
  - Sa mère ou moi !
  - Père et Fille

- Annie Balestra dans :
  - Agnès de Dieu
  - Le Lendemain du crime

- Christine Delaroche dans :
  - Le Book Club
  - Book Club: The Next Chapter

Mais aussi :
- Ginette Pigeon dans L'Oiseau bleu
- Tania Torrens dans Youth
- Christine Delaroche dans Le Book Club
- Véronique Augereau dans Age Perfect Golden Age de L'Oréal Paris[57] (publicité)
- Nicole Dogué dans Ruby, l'ado Kraken (voix)

Au Québec
- Diane Arcand[58] dans :
  - Ma Belle-Mère est un Monstre
  - Blonde sur ordonnance
  - Club de lecture : Le chapitre suivant